# Chelsea (Michigan)
Chelsea ist eine Stadt im Washtenaw County im US-Bundesstaat Michigan. Das U.S. Census Bureau ermittelte bei der Volkszählung 2020 eine Einwohnerzahl von 5467.

## Geschichte
Vor der Ankunft weißer Siedler bewohnten Potawatomi das Gebiet. 1830 war der Farmer Cyrus Beckwith der erste weiße Siedler auf dem Gebiet des späteren Chelsea. 1834 wurde die Ortschaft Kedron gegründet. Die Michigan Central Railroad baute in den 1840er Jahren eine Strecke durch das Gebiet. Der Name des Ortes wurde 1850 in Chelsea geändert.
2011 wurde das Stadtzentrum von Chelsea in das National Register of Historic Places als Chelsea Commercial Historic District aufgenommen.

## Klima
Diese Klimaregion weist große, jahreszeitlich bedingte Temperaturunterschiede auf, mit warmen bis heißen (und oft feuchten) Sommern und kalten (manchmal sehr kalten) Wintern. Gemäß der Klimaklassifikation nach Köppen herrscht in Chelsea ein feuchtes Kontinentalklima, das auf Klimakarten mit „Dfb“ abgekürzt wird.

## Persönlichkeiten
- Dwight E. Beach (1908–2000), US-amerikanischer General
- Jeff Daniels (* 1955), US-amerikanischer Schauspieler, gründete die Purple Rose Theatre Company in Chelsea
- Cub Koda (1948–2000), US-amerikanischer Rockmusiker und Kritiker, lebte und starb in Chelsea